# Vitoc (distrito)

Localização do distrito de Vitoc na província de Chanchamayo.

Vitoc é um distrito da província de Chanchamayo, localizado do Departamento de Junín, Peru.

## Transporte
O distrito de Vitoc é servido pela seguinte rodovia:
- PE-22B, que liga a cidade de Chanchamayo ao distrito de Paccha
- JU-106, que liga o distrito à cidade de Carhuamayo
- JU-104, que liga o distrito de San Ramón à cidade de Muqui [2][3][4]